# 금성 (배우)
금성(琴城, 본명(本名)은 김금성(金錦城), 개명 前 이름 김기주(金基柱), 영어 이름 케네스 킴(Kenneth Kim), 1979년 5월 24일 ~ )은 대한민국의 R&B 가수, 무술가, 뮤지컬배우, 영화배우, CEO 기업가이다. 그는 영화배우 김희라의 슬하 2남 1녀 중 차남이며 둘째이다. 가수 데뷔 당시에는 기주(奇周)라는 예명으로 가수 활동하였다. 그의 현재 주요 거주지는 대한민국 경기도 파주와 대한민국 서울 금천구이다.

## 생애
본관은 강릉(江陵)이고 서울 출생이다. 초등학교 5학년 때(1990년)부터 해외 국가 유학을 11년간 한 그는 2000년 미국 UCLA 경제학과를 학사 학위(조기 학사 학위)하고, 같은 해 대한민국에 귀국하여 이 해 6월 기주라는 예명으로 가수 데뷔, 《남자의 이름으로》라는 라틴 R&B 팝 계열의 곡을 발표하였다.
2002년 2월에는 뮤지컬 배우 데뷔하였고 이후 같은 해 2002년 9월부터 2년간 공익근무요원으로 복무 이행하였으며, 2006년 말 뮤지컬배우로 활동을 재개하였다. 2007년에는 영화 제작 기업가로서 Mabu Entertainment CEO에 취임하였다. 2012년 금성이라는 예명으로 영화 《스타: 빛나는 사랑》에 출연하였다.

## 학력
- 경복초등학교(前) → 타이베이 도미니코 국제 학교(前) → 싱가포르 래플즈 서원(前) → 암스테르담 영국 학교(前) → 암스테르담 국제 학교(前) → 사우스보로 고등학교(前) → 캔버라 고등학교(前) → 랭커스터 컨트리 데이 스쿨(前) → 비치크로프트 고등학교(前) → 로스앤젤레스 국제 학교
- 미국 UCLA 경제학과 학사(2001년 2월)

## 트리비아
그는 한때 미국 유학 시절 로스앤젤레스에서 태권도 세계 보급 지도하였던 짐 용 킴(Jim Yong Kim) 교수의 수제자이기도 하였다.

## 음반

### 정규 앨범
- 2000년 《기주 1집》

## 출연작

### 뮤지컬
- 2002년 《웨스트 사이드 스토리》
- 2006년 《졸업》
- 2007년 《사운드 오브 뮤직》
- 2009년 《그리스》
- 2011년 《아가씨와 건달들》

### 영화
- 2012년 《스타: 빛나는 사랑》

### TV 프로그램
- 2013년 tvN 《토크 쇼 택시》

### 라디오 프로그램
- 2015년 EBS FM 《EBS 책 읽는 라디오 낭독 시리즈》